# 谷口礼子
谷口 礼子（たにぐち れいこ、1983年7月12日 - ）は日本の俳優、旅行作家。神奈川県横浜市出身。身長165cm。血液型はO型。

## 経歴
早稲田大学第一文学部卒。2010年から2019年まで劇団シアターキューブリックに所属していた。
映画『男はつらいよ』の大ファン。雑誌『旅と鉄道』、『鉄道ジャーナル』や『バスジャパンハンドブック』に、鉄道・バスでの旅の紀行文やルポを執筆している。
東京都墨田区京島の「下町人情キラキラ橘商店街」を拠点として商店街の活性化に取り組む「帰ってきたキューピッドガールズ」のメンバー「鳥の谷口」としても活動している。

## 出演

### 映画舞台
- シアターキューブリック『誰ガタメノ剣』（2008年2月、中野ザ・ポケット）- ヒロイン・菜々 役
- シアターキューブリック『1 2 3 4！すみだ！』（2010年1月4日、曳舟文化センター）
- シアターキューブリック『誰ガタメノ剣』(再演)（2010年1月20日 - 24日、紀伊國屋サザンシアター）- ヒロイン・菜々 役
- シアターキューブリック『誰ガタメノ剣～長宗我部元親伝～』(再々演)（2011年5月20日 - 22日、高知県立美術館ホール　2011年5月25日 - 26日、紀伊國屋サザンシアター）- ヒロイン・菜々 役
- シアターキューブリック『島津の疾風』（2011年10月15日、関ケ原町ふれあいセンター大ホール）- 五代満寿 役
- シアターキューブリック『葡萄酒いろのミストラル』（2012年5月23日 - 27日、中野ザ・ポケット）- しずく 役
- シアターキューブリック 2012秋のすみだ祭り『Fire and Fight,SUMIDAAA！』  （2012年10月28日 - 11月4日、すみだパークスタジオ［倉］）- 鳥の谷口 役
- シアターキューブリック 60minutes二本立て公演『てのひらに眠るプラネタリウム』（2013年2月8日 - 17日、中野ザ・ポケット）- 茅野 役
- シアターキューブリック『七人みさき』（2014年5月21日 - 25日、あうるすぽっと）- ヒロイン・菜々/小少将 役(二役)
- 樽見鉄道×シアターキューブリック『樽見鉄道スリーナイン』（2014年7月18日 - 21日、樽見鉄道車内）- 主演・わたし 役
- シアターキューブリック『サンタクロース・ドットコム！』（2014年12月19日 - 28日、中野・テアトルBONBON）- ひげチーム  役 そりチーム  役
- 高松琴平電気鉄道×シアターキューブリック『ことでんスリーナイン』（2015年9月19日 - 23日、ことでん車内）-
- ひたちなか海浜鉄道×シアターキューブリック『ひたちなか海浜鉄道スリーナイン』（2015年11月7日・8日・14日・15日、ひたちなか海浜鉄道車内）-
- ひたちなか海浜鉄道×シアターキューブリック『ひたちなか海浜鉄道スリーナイン ｰ Spring Version ｰ』（2016年3月26日・27日・4月2日・3日、ひたちなか海浜鉄道車内）-
- 7millions-ナナミリオンズ-『オモイメクリテ』（2017年9月27日 - 10月1日、中野MOMO）- ヒロイン・陽子 役
- 銚子電気鉄道×シアターキューブリック『銚電スリーナイン～Return to the Roots～』（2018年7月14日 - 16日・22日・28日・29日、銚子電気鉄道車内）-
- シアターキューブリック『十二階のカムパネルラ』（2018年11月21日 - 25日、浅草九劇）-
- 劇団新劇団 番外夏公演『僕はダーウィン賞をとりたいと思った』（2024年8月22日 - 25日、シアター711）[1]
- OVER40S 顔見世公演 リーディングセッション『蠅取り紙-山田家の5人兄弟』（2025年8月23日・24日〈予定〉、シアター1010 稽古場1ミニシアター）[2]

## 雑誌・書籍・web
- 2012年9月 雑誌『旅と鉄道　11月号』第一特集「秘境駅へ！」旅ルポ＋写真掲載
- 2014年2月 バスジャパンハンドブックシリーズ『S83 西武バス』紀行文掲載 以降連載中
- 2015年5月 コンピレーションCD『恋する鉄道』ブックレットモデル
- 2015年10月 『鉄道ジャーナル12月号』ルポ掲載
- 2016年2月 毎日新聞『受験と私』インタビュー掲載[3]
- 2018年6月 東洋経済オンライン「｢ゆる鉄｣中井精也が駅前に画廊を開いたワケ」 インタビュー掲載[4]
- 2019年12月 雑誌『旅と鉄道　増刊2月号　寅さんの鉄道旅 お帰り寅さん篇』旅ルポ＋写真掲載